# Christopher Hirata
Christopher „Chris“ Michael Hirata (* 30. November 1982 in Ypsilanti, Michigan) ist ein US-amerikanischer Kosmologe und Astrophysiker.
Hirata galt als Wunderkind, war mit 13 Jahren Aushilfs-Physiklehrer an der High School und gewann 1996 die Goldmedaille bei der Internationalen Physik-Olympiade (als bis dahin jüngster Amerikaner). Er studierte schon ab 14 Jahren Physik am Caltech mit dem Bachelor-Abschluss 2001, forschte mit 16 Jahren für die NASA über die Besiedlung des Mars und wurde 2005 an der Princeton University in Astrophysik promoviert (Weak Gravitational Lensing Theory and Data Analysis). 2005 bis 2007 war er am Institute for Advanced Study. 2006 bis 2012 war er Assistant Professor und danach mit voller Professur am Caltech und danach Professor an der Ohio State University. Er ist dort am Center for Cosmology and AstroParticle Physics (CCAPP).
Er befasst sich mit kosmischer Hintergrundstrahlung (Cosmic Microwave Background, CMB), Dunkler Energie und beschleunigter Expansion des Universums, Galaxienclustern und der großräumigen Struktur des Universums (und der Entstehung dieser Strukturen, der Reionisierungsepoche) und Gravitationslinsen als Werkzeug der Kosmologie. Hirata arbeitet sowohl rein theoretisch als auch in der Analyse von Beobachtungsdaten und am Entwurf von Teleskopen (speziell der nächsten Generation von Weltraumteleskopen der NASA). Sein Schwerpunkt ist in der Kosmologie und der Erforschung Dunkler Energie.
Hirata gilt als ein führender Vertreter der Präzisionskosmologie und vereint dabei in seiner Arbeit interdisziplinär Computerstudien, theoretische Studien und beobachtende Astronomie einschließlich Instrumentenentwicklung.
2010 wies er mit Dmitriy Tseliakhovich auf einen bisher nicht beachteten Effekt in kosmologischen Störungstheorie für die Berechnung der Entstehung der ersten Strukturen im Universum hin. Er beruht darauf, dass die Schallgeschwindigkeit in baryonischer Materie (im Gegensatz zur dunklen Materie) drastisch absank (von relativistischen auf thermische Geschwindigkeiten), als sich die ersten Atome bildeten (Rekombinationsepoche), was zu Überschallgeschwindigkeitsströmen baryonischer Materie führt (die sich unter gravitativem Einfluss der schnelleren dunklen Materie bewegt) und quadratischen Störungstheorie-Termen führt. Das führt nach Hirata und Tseliakhovich zu einer Unterdrückung der Bildung der ersten Strukturen mit beobachtbaren Auswirkungen.
Er initiierte mit anderen ein Beobachtungsprogramm, das Informationen aus astronomischen Beobachtungsdaten für Rückschlüsse auf fundamentale Fragen der Teilchenphysik auswertet und neue Beobachtungsprogramme vorschlägt. Eine zentrale Frage ist dabei ob die Beschleunigung des Universums auf dunkle Energie (Beibehaltung der Allgemeinen Relativitätstheorie aber mit einem zusätzlichen dynamischen skalaren Feld) oder eine Modifikation der Allgemeinen Relativitätstheorie deutet.
Er ist Mitglied des Teams für das geplante Weltraumteleskop Wide Field Infrared Survey Telescope (WFIRST) der NASA.
2012 erhielt er den Presidential Early Career Award (PECASE). 2013 wurde er Simons Foundation Investigator. 2014 gewann er den Helen-B.-Warner-Preis. Für 2018 erhielt er den New Horizons in Physics Prize für grundlegende Beiträge zum Verständnis der Bildung der ersten Galaxien im Universum und für die Schärfung und Anwendung der mächtigsten Werkzeuge der Präzisions-Kosmologie.